# Balocha maculifrons
Balocha maculifrons är en insektsart som beskrevs av Maldonado-capriles 1970. Balocha maculifrons ingår i släktet Balocha och familjen dvärgstritar. Inga underarter finns listade i Catalogue of Life.